# نارشا
نارشا (به انگلیسی: Narsha)با نام اصلی پارک هیو-جین (به انگلیسی: Park Hyo-jin) (زاده ۲۸ دسامبر ۱۹۸۱) خواننده و بازیگر اهل کره جنوبی است.
او عضو گروه براون آید گرلز است.